# Leo Robin
Leo Robin (Pittsburgh, 6 aprile 1895 – Woodland Hills, 29 dicembre 1984) è stato un paroliere e compositore statunitense è noto per la sua collaborazione con il compositore Ralph Rainger con cui firmò numerose e famose canzoni interpretate in ambito jazz e pop.

## Biografia
Dopo gli studi, effettuati al University of Pittsburgh Law School ed al Carnegie Tech's Drama School, con l'aspirazione di diventare un drammaturgo, svolse svariati lavori, dall'agente pubblicitario al giornalista.
Trasferitosi a New York all'inizio degli anni venti, scoprì la sua dote di autore per canzoni cogliendo il suo primo successo con Looking Around su musiche composte da Richard Myers.
Dal 1930 iniziò una prolifica collaborazione assieme al compositore Ralph Rainger, la coppia sotto contratto con la Paramount di Hollywood firmarono canzoni e colonne sonore conosciutissime ed eseguite regolarmente in ogni epoca successiva.
Dopo la morte di Rainger (1942), Robin lavorò con altri compositori di primissimo piano, come Jerome Kern, Arthur Schwartz, Harold Arlen, Harry Warren, Richard Whiting.
Nel 1938 vinse (con Ralph Rainger) il premio Oscar per il brano Thanks for the Memory colonna sonora del film The Bog Broadcast of 1938.
Nomination per l'Oscar ricevute nel 1934 (Love in Bloom), 1937 (Whispers in the Dark), 1939 (Faithful Forever), 1945 (So in Love), 1947 (A Gal in Calico), 1948 (For Every Man There's a Woman), 1952 (Zing a Little Zong), 1953 (My Flaming Heart).

## Canzoni scritte o composte
- Action Off Screen (Leo Robin / Jule Styne)
- Alice in Wonderland (Leo Robin / Nat Finston / Dimitri Tiomkin)
- Alls Well (Leo Robin / Ralph Rainger)
- Angel (Leo Robin / Friedrich Hollaender)
- Another Little Dream Won't Do (Leo Robin / Ralph Rainger)
- Are You Just a Beautiful Dreamer (Leo Robin / Jule Styne)
- Armful of You (Leo Robin / Cliff Grey / Vincent Youmans)
- Awake in a Dream (Leo Robin / Friedrich Hollaender)
- Baby, You'll Never Be Sorry (Leo Robin / Ralph Rainger)
- Beautiful Coney Island (Leo Robin / Ralph Rainger)
- Betting on a Man (Leo Robin, Jule Styne)
- Big Chief in the Ground (Leo Robin / Jule Styne)
- Blossoms on Broadway (Leo Robin / Ralph Rainger)
- Blue Danube Waltz (Leo Robin)
- Blue Hawaii (Leo Robin / Ralph Rainger)
- Bluebirds in the Moonlight (Leo Robin / Ralph Rainger)
- Bomba (Leo Robin / Ralph Rainger)
- (The) Boswell Weeps (Leo Robin / Ralph Rainger)
- Bury Me Under the Willow (Leo Robin / Ralph Rainger)
- Bye Bye Baby (Leo Robin / Jule Styne)
- Call Me Tonight (Leo Robin / Harry Warren)
- (The) Cardinal's Guard Are We (Leo Robin / Sigmund Romberg / Donald Walker)
- Carlotta Ya Gotta Be Mine (Leo Robin / Nikolaus Brodszky)
- Casbah (Leo Robin / Walter Scharf / Harold Arlen)
- Centennial Summer (Leo Robin, Jerome Kern)
- Central Two Two Oh Oh (Leo Robin / Ralph Rainger)
- Checkin' My Heart (Leo Robin / Harry Warren)
- Closer You Are (Leo Robin / Jule Styne)
- Colleen O'Killarney (Leo Robin / Arthur Johnston)
- College Humor (Leo Robin / Arthur Johnston)
- Come to My Arms (Leo Robin / Nikolaus Brodszky)
- Concerted Piece (Leo Robin / Jerome Kern)
- Coney Island (Leo Robin / Ralph Rainger)
- (The) Constable (Leo Robin / Ralph Rainger)
- Could I Be in Love (Leo Robin)
- Could You Love a Dreamer (Leo Robin / Jule Styne)
- Crime Without Passion (Leo Robin / Ralph Rainger)
- Dancing in the Dawn (Leo Robin / Nacio Herb Brown)
- Dennis the Menace (Leo Robin / Jule Styne)
- Derelict (Leo Robin / Jack King)
- Desire (Leo Robin / Friedrich Hollaender)
- (The) Devil Is Driving (Leo Robin / Oskar Straus)
- Diamonds Are a Girl's Best Friend (Leo Robin / Jule Styne)
- Dish Ran Away with the Spoon (Leo Robin / Paul Eisler)
- Do I Love You (Leo Robin / Ralph Rainger)
- Do the Buckaroo (Leo Robin / Ralph Rainger)
- Doctor Kildare (Leo Robin / Nikolaus Brodszky)
- Doctor's Diary (Leo Robin / W. Franke Harling)
- Don't Be a Cry Baby (Leo Robin / Ralph Rainger)
- Don't Tell a Secret (Leo Robin / Ralph Rainger)
- Donna Reed (Leo Robin / Jule Styne)
- Double Trouble (Leo Robin / Richard Whiting / Ralph Rainger)
- Down Home (Leo Robin / Ralph Rainger)
- Dreaming Out Loud (Leo Robin / Ralph Rainger)
- Dreams Do Come True (Leo Robin / David Rose)
- Drink It Down (Leo Robin / Ralph Rainger)
- Easy Living (Leo Robin / Ralph Rainger)
- Ebb Tide (Leo Robin / Ralph Rainger)
- Faithful (Leo Robin / Ralph Rainger)
- Faithful Forever (Leo Robin / Ralph Rainger)
- Farewell to Arms (Leo Robin / Ralph Rainger)
- Fatal Lady (Leo Robin)
- Father Knows Best (Leo Robin / Jule Styne)
- Fellow I'd Follow (Leo Robin / Nikolaus Brodszky)
- Fine Fine Fine (Leo Robin / Nikolaus Brodszky)
- Flight of Fancy (Leo Robin / Harry Warren)
- For Every Man There's a Woman (Leo Robin / Harold Arlen)
- Forever (Leo Robin / Ralph Rainger)
- Forgive Me (Leo Robin / Harry Warren)
- Four Hours to Kill (Leo Robin / Ralph Rainger)
- Free America (Leo Robin / Jerome Kern)
- Free to Love (Leo Robin / Sigmund Romberg / Donald Walker)
- (The) Funny Old Hills (Leo Robin / Ralph Rainger)
- (A) Gal in Calico (Leo Robin / Arthur Schwartz)
- Gentlemen Prefer Blondes (Leo Robin / Jule Styne)
- Get Your Man (Leo Robin / Ralph Rainger)
- Girl in Pink Tights (Leo Robin / Sigmund Romberg / Donald Walker)
- Give Me a Band and My Bandana (Leo Robin / Jule Styne)
- Give Me a Sailor (Leo Robin / Ralph Rainger)
- Give Me Liberty or Give Me Love (Leo Robin / Ralph Rainger)
- Give Me the Man (Leo Robin / Karl Hajos)
- Glass Key (Leo Robin / Ralph Rainger)
- Glory Day (Leo Robin / Ralph Rainger)
- Going to the Devil (Leo Robin / Sigmund Romberg / Donald Walker)
- Got a Gal in Californ-i-a (Leo Robin / Ralph Rainger)
- Gotta Settle This (Leo Robin / Charles Henderson)
- Hallelujah (Leo Robin / Cliff Grey / Vincent Youmans)
- (The) Harbor of My Heart (Leo Robin / Cliff Grey / Vincent Youmans)
- Hate to Talk About Myself (Leo Robin / Richard Whiting / Ralph Rainger)
- Have You Forgotten (Leo Robin / Nat Shilkret / Dana Suesse)
- Havin' Myself a Time (Leo Robin / Ralph Rainger)
- He Met Her on the Prairie (Leo Robin / Ralph Rainger)
- He's Just Crazy for Me (Leo Robin / Harry Warren)
- Headin' into Kansas (Leo Robin / Ralph Rainger)
- Heigh Ho the Radio (Leo Robin / Ralph Rainger)
- Hello, Ma! I Done It Again (Leo Robin / Ralph Rainger)
- Here Is My Heart (Leo Robin / Ralph Rainger)
- Here Lies Love (Leo Robin / Ralph Rainger)
- Here You Are (Leo Robin / Ralph Rainger)
- Here's Love in Your Eye (Leo Robin / Ralph Rainger)
- Hi Ya Love (Leo Robin / Ralph Rainger)
- Hills of Old Wyoming (Leo Robin / Ralph Rainger)
- Hit the Deck (Leo Robin / Irving Caesar / Cliff Grey / Vincent Youmans)
- Hollywood Boulevard (Leo Robin / Ralph Rainger)
- Hollywood Uncensored (Leo Robin / Harry Warren / Alfred Newman)
- Homemade Heaven (Leo Robin / Ralph Rainger)
- Homesick Blues (Leo Robin / Jule Styne)
- Hooray for Love (Leo Robin / Harold Arlen)
- Hosanna (Leo Robin / Richard Myers)
- House Jack Built for Jill (Leo Robin / Friedrich Hollaender)
- Hula Baloo (Leo Robin / Ralph Rainger)
- Humpty Dumpty (Leo Robin / Philip Charig / Joe Meyer)
- I Adore You (Leo Robin / Ralph Rainger)
- I Don't Want to Be a Gentleman (Leo Robin / Jule Styne)
- I Don't Want to Make History (Leo Robin / Ralph Rainger)
- I Feel Like Dancing (Leo Robin / Jule Styne)
- I Fell Up to Heaven (Leo Robin / Ralph Rainger)
- I Had to Kiss You (Leo Robin / Nikolaus Brodszky)
- I Happened to Walk Down First (Leo Robin / Arthur Schwartz)
- I Have Eyes (Leo Robin / Ralph Rainger)
- I Have You to Thank (Leo Robin / Jule Styne)
- I Hear a Dream (Leo Robin / Ralph Rainger)
- I Like It Here (Leo Robin / Nacio Herb Brown)
- I Lost My Heart from Paramo (Leo Robin / Lewis Gensler)
- I Love What I'm Doing (Leo Robin / Jule Styne)
- I Promised Their Mothers (Leo Robin / Sigmund Romberg / Donald Walker)
- I Shoulda Stood in Bed (Leo Robin / Ralph Rainger)
- I Still Believe in You (Leo Robin / Victor Schertzinger)
- I Was Afraid of That (Leo Robin / Ralph Rainger)
- I'll Be Marching to a Love Song (Leo Robin / Ralph Rainger)
- I'll Si Si Ya in Bahia (Leo Robin / Harry Warren)
- I'll Take an Option on You (Leo Robin / Ralph Rainger)
- I'm a Black Sheep Who's Blue (Leo Robin / Ralph Rainger)
- I'm a Lover of Paree (Leo Robin / Ralph Rainger)
- I'm a Tingle, I'm a Glow (Leo Robin / Jule Styne)
- I'm Alive and Kickin' (Leo Robin / Ralph Rainger)
- I'm All a Twitter Over You (Leo Robin)
- I'm in Pursuit of Happiness (Leo Robin / Jule Styne)
- I'm Making a Play for You (Leo Robin / Ralph Rainger)
- I'm Saving a Dime (Leo Robin / Ralph Rainger)
- I'm Still Crazy for You (Leo Robin / Ralph Rainger)
- I'm the Secretary of the Sultan (Leo Robin)
- I've Gone Off the Deep End (Leo Robin / Ralph Rainger)
- I've Got You All to Myself (Leo Robin / Ralph Rainger)
- I've Gotta Hear That Beat (Leo Robin / Nikolaus Brodszky)
- If I Should Lose You (Leo Robin / Ralph Rainger)
- If I Were King (Leo Robin / Sam Coslow / Newell Chase)
- In a Little Bamboo Bungalow (Leo Robin)
- In a Little Hula Heaven (Leo Robin / Ralph Rainger)
- In a One Room Flat (Leo Robin / Ralph Rainger)
- In Love in Vain (Leo Robin / Jerome Kern)
- In Paris in Love (Leo Robin / Donald Walker / Sigmund Romberg)
- In the Park in Paree in the Spring (Leo Robin / Ralph Rainger)
- Injun Gal Heap Hep (Leo Robin / Ralph Rainger / Joseph Lilley)
- Is That Good (Leo Robin / Ralph Rainger)
- It Began in Yucatan (Leo Robin / Jule Styne)
- It Don't Make Sense (Leo Robin / Ralph Rainger)
- It Goes to Your Toes (Leo Robin / Nacio Herb Brown)
- It Happened, It's Over (Leo Robin / Ralph Rainger)
- It Was Written in the Stars (Leo Robin / Harold Arlen)
- It Won't Be Fun But It's a Go (Leo Robin / Ralph Rainger)
- It's a Glorious Fourth (Leo Robin / Jule Styne)
- It's a Great Life (Leo Robin)
- It's a Hot Night in Alaska (Leo Robin / Jule Styne)
- It's All for Art's Sake (Leo Robin / Nacio Herb Brown)
- It's Bigger Than You and Me (Leo Robin / Jule Styne)
- It's Delightful Down in Chile (Leo Robin / Jule Styne)
- It's High Time (Leo Robin / Jule Styne)
- It's Terribly Horribly (Leo Robin / Jule Styne)
- Its Oh, Its Ah (Leo Robin / Ralph Rainger)
- It's a Long Dark Night (Leo Robin / Ralph Rainger)
- James Stewart, A Wonderful Life (Leo Robin / Ralph Rainger)
- Jericho (Leo Robin / Richard Myers)
- Jester's Song (Leo Robin)
- Join' the Navy (Leo Robin / Vincent Youmans / Cliff Grey)
- Joobalai (Leo Robin / Ralph Rainger)
- (A) Journey to a Star (Leo Robin / Harry Warren)
- June in January (Leo Robin / Ralph Rainger)
- Jungle Love (Leo Robin / Ralph Rainger)
- Just a Kiss Apart (Leo Robin)
- Just for You (Leo Robin / Ralph Rainger)
- Just Whistlin' (Leo Robin / Ralph Rainger)
- (The) Kickapoo Kick (Leo Robin / Jule Styne)
- Kinda Lonesome (Leo Robin / Sam Coslow / Hoagy Carmichael)
- Kindergarten Conga Ring (Leo Robin / Ralph Rainger)
- Kiss and Make Up (Leo Robin / Ralph Rainger)
- Kiss or Two (Leo Robin / Vincent Youmans)
- Lady Be Careful (Leo Robin / Mack Gordon / Harry Revel)
- Lady from the Bayou (Leo Robin)
- (The) Lady in the Tutti frutti Hat (Leo Robin / Harry Warren)
- Later Tonight (Leo Robin / Nacio Herb Brown)
- Latin Lovers (Leo Robin (Nikolaus Brodszky)
- Laugh You Son of a Gun (Leo Robin / Ralph Rainger)
- Laughin at the Weather Man (Leo Robin / Ralph Rainger)
- Lazy Bones Gotta Job Man (Leo Robin / Ralph Rainger)
- Leave a Little Love Dream (Leo Robin)
- Let the Worry Bird Worry for You (Leo Robin / Jule Styne)
- Let's Make a Night of It (Leo Robin / Ralph Rainger)
- Little Girl from Little Rock (Leo Robin / Jule Styne)
- Little Kiss at Twilight (Leo Robin / Ralph Rainger)
- (A) Little More of Your Amor (Leo Robin (Nikolaus Brodszky)
- Little Rose of the Rancho (Leo Robin / Ralph Rainger)
- (The) Live Oak Tree (Leo Robin / Harry Warren)
- Living High (Leo Robin / Ralph Rainger)
- Lone Cowboy (Leo Robin / Ralph Rainger)
- Lonely (Leo Robin / Maurice Yvain / Edgard Costil)
- Lonely Little Señorita (Leo Robin / Ralph Rainger / Karl Hajos)
- Long Ago and Far Away (Leo Robin / Ralph Rainger)
- Loo Loo (Leo Robin / Vincent Youmans / Cliff Grey)
- Look What I've Got (Leo Robin / Ralph Rainger)
- Looking Around (Leo Robin / Richard Myers)
- Lost in Loveliness (Leo Robin / Donald Walker / Sigmund Romberg)
- Love Divided by Two (Leo Robin / Ralph Rainger)
- Love in Bloom (Leo Robin / Ralph Rainger)
- Love Is Just Around the Corner (Leo Robin / Lewis Gensler)
- Love Is the Funniest Thing (Leo Robin / Donald Walker / Sigmund Romberg)
- Love with a Capital U (Leo Robin / Ralph Rainger)
- Loveliness and Love (Leo Robin / Ralph Rainger)
- Low Down Lullaby (Leo Robin / Ralph Rainger)
- Lucky Bird (Leo Robin / Vincent Youmans / Cliff Grey)
- Lullaby of the Lord (Leo Robin / Nikolaus Brodszky)
- Mad Doctor (Leo Robin / Ralph Rainger)
- Maiden by the Brook (Leo Robin / Ralph Rainger)
- Maiden of Guadalupe (Leo Robin / Harry Warren)
- Make Way for Tomorrow (Leo Robin / Ralph Rainger)
- Mama That Moon Is Here Again (Leo Robin / Ralph Rainger)
- Mamie to Mimi (Leo Robin / Jule Styne)
- May Queen of Heaven (Leo Robin / Sam Coslow / Newell Chase)
- Me and My Fella (Leo Robin / Ralph Rainger)
- Me Without You (Leo Robin / Lewis Gensler)
- Meet Me After the Show (Leo Robin / Jule Styne)
- Melody Has to Be Right (Leo Robin / Friedrich Hollaender)
- Merrie Melodies (Leo Robin)
- Miami (Leo Robin / Ralph Rainger)
- Million Dollar Legs (Leo Robin / Stephen Pasternacki)
- Minnie's in the Money (Leo Robin / Harry Warren)
- (The) Mirror Song (Leo Robin / Ralph Rainger)
- Miss Brown to You (Leo Robin / Ralph Rainger / Richard Whiting)
- Miss Lulu from Louisville (Leo Robin / Ralph Rainger)
- Model and the Marriage Brokerage (Leo Robin / Jule Styne)
- Momi Pele (Leo Robin / Ralph Rainger)
- Monsieur Baby (Leo Robin / Ralph Rainger)
- Moonlight and Shadows (Leo Robin / Friedrich Hollaender)
- Morocco (Leo Robin / Karl Hajos)
- Murder Goes to College (Leo Robin / Stephen Pasternacki)
- My Bluebirds Singing the Blues (Leo Robin / Ralph Rainger)
- My Cutey's Due at Two to Two (Leo Robin / Albert Von Tilzer / Irving Bibo)
- My Flaming Heart (Leo Robin / Nikolaus Brodszky)
- My Gaucho (Leo Robin / Nikolaus Brodszky)
- My Heart and I (Leo Robin / Friedrich Hollaender)
- My Heart Wouldn't Say Goodbye (Leo Robin / Donald Walker / Sigmund Romberg)
- My Sister Eileen (Leo Robin / Jule Styne)
- Never Before (Leo Robin / Nacio Herb Brown)
- Never Say Die, Say Die Dee Do (Leo Robin / Sam Coslow / Newell Chase)
- New York (Leo Robin / Jule Styne)
- Night in Manhattan (Leo Robin / Nikolaus Brodszky)
- Nina (Leo Robin / Joe Meyer)
- No Love, No Nothing (Leo Robin / Harry Warren)
- No Man of Her Own (Leo Robin / W. Franke Harling)
- No Talent Joe (Leo Robin / Jule Styne)
- Nothing Could Be Sweeter (Leo Robin / Vincent Youmans / Cliff Grey)
- Ocean Breeze (Leo Robin / Jule Styne)
- Oh But I Do (Leo Robin / Arthur Schwartz)
- Oh That Mitzie (Leo Robin / Oskar Straus)
- Oh the Pity of It All (Leo Robin / Ralph Rainger)
- Oh Those Americans (Leo Robin / Jule Styne)
- Oh, the Pity of It All (Leo Robin / Ralph Rainger)
- Okolehad (Leo Robin / Ralph Rainger / Don Harman)
- Ol' Spring Fever (Leo Robin / Harry Warren)
- On the 10:10 from Tennessee (Leo Robin / Harry Warren)
- On the Gay White Way (Leo Robin / Ralph Rainger)
- One Hour with You (Leo Robin / Oskar Straus / Robinson Lackenbach)
- One Love (Leo Robin / David Rose)
- Ooh What I'll Do (Leo Robin / Friedrich Hollaender)
- Out of the Way (Leo Robin / Donald Walker / Sigmund Romberg)
- Out to Lunch (Leo Robin / Richard Jeffrey / Ralph Rainger / Alastair Boyd)
- Over the Sea of Dreams (Leo Robin / Jack King)
- Paducah (Leo Robin / Harry Warren)
- Palm Springs (Leo Robin / Ralph Rainger)
- Pancho (Leo Robin / Ralph Rainger)
- Paree (Leo Robin / Sanchez Padilla / Jacques Charles / Emilienne Boyer)
- Paris Honeymoon (Leo Robin / Ralph Rainger)
- Partners in Crime (Leo Robin / Ralph Rainger)
- Partners of the Plains (Leo Robin / Ralph Rainger)
- Pelican Falls High (Leo Robin / Jule Styne)
- Penny in My Pocket (Leo Robin / Ralph Rainger)
- (The) Pest (Leo Robin / Jack King)
- Please (Leo Robin / Ralph Rainger)
- (The) Polka Dot Polka (Leo Robin / Harry Warren)
- Prison Farm (Leo Robin / Ralph Rainger)
- Prisoner of Love (Leo Robin / Clarence Gaskill / Russ Columbo)
- Promise with a Kiss (Leo Robin / Charles Kisco)
- Put Yourself Together (Leo Robin / Joe Meyer / Philip Charig)
- Quarterback (Leo Robin / Stephan Pasternacki)
- Railroad Song (Leo Robin / Jerome Kern)
- (A) Rainy Night in Rio (Leo Robin / Arthur Schwartz)
- Rendezvous with a Dream (Leo Robin / Ralph Rainger)
- (A) Rhyme for Love (Leo Robin / Ralph Rainger)
- Rhythm of the Range (Leo Robin / Ralph Rainger)
- Rhythm on the River (Leo Robin / Ralph Rainger)
- Ride on a Rainbow (Leo Robin / Jule Styne)
- (The) Right Romance (Leo Robin / Jerome Kern)
- Roll Out the Hose Boys (Leo Robin / Donald Walker / Sigmund Romberg)
- Romance in the Dark (Leo Robin / Ralph Rainger / Ned Washington)
- Saturday Night Kid (Leo Robin)
- Say That You Love Me (Leo Robin / Richrad Myers)
- Screaming Mimi (Leo Robin / Jule Styne)
- Second Vigilante and Chorus (Leo Robin / Ralph Rainger)
- Sesame Street (Leo Robin / Ralph Rainger)
- Shanghai Dee Ho (Leo Robin / Friedrich Hollaender / Richard Whiting)
- She's a Good Neighbor (Leo Robin / Ralph Rainger)
- Silver on the Sage (Leo Robin / Ralph Rainger)
- Skylark (Leo Robin / Ralph Rainger)
- Small Towns Are Smile Towns (Leo Robin / Nikolaus Brodszky)
- So O O O O in Love (Leo Robin / David Rose)
- So What (Leo Robin / Ralph Rainger)
- (The) Solid Citizen of the Solid South (Leo Robin / Arthur Schwartz)
- Soliloquy (Leo Robin / Ralph Rainger)
- Solitary Seminole (Leo Robin / Ralph Rainger)
- Sombrero Dance (Leo Robin / Ralph Rainger)
- Something in the Wind (Leo Robin)
- Sons of Sierra (Leo Robin / Charles Kisco)
- Souls at Sea (Leo Robin / Ralph Rainger)
- Stolen Gold (Leo Robin / Karl Hajos)
- Sunset Trail (Leo Robin / Ralph Rainger)
- Sunshine (Leo Robin / Jule Styne)
- Susie Sapple (Leo Robin / Ralph Rainger)
- Sweet Is the Word for You (Leo Robin / Ralph Rainger)
- Swing High, Swing Love (Leo Robin / Ralph Rainger)
- Swing Tap (Leo Robin / Ralph Rainger)
- Take a Lesson from the Lark (Leo Robin / Ralph Rainger)
- Take Me to Broadway (Leo Robin / Nikolaus Brodszky)
- Talkin' Through My Heart (Leo Robin / Ralph Rainger)
- Thank Heaven for You (Leo Robin / Ralph Rainger)
- Thanks for the Memory (Leo Robin / Ralph Rainger)
- That Lady in Ermine (Leo Robin)
- That Naughty Show (Leo Robin / Donald Walker / Sigmund Romberg)
- That's My Boy (Leo Robin / Charles Kisco)
- Then Isn't Love (Leo Robin / Ralph Rainger)
- There's Danger in a Dance (Leo Robin / Ralph Rainger)
- There's Nothin' Like Love (Leo Robin / Jule Styne)
- There's Something About Midnight (Leo Robin / Friedrich Hollaender)
- This Is the Moment (Leo Robin / Friedrich Hollaender)
- This Little Ripple Had Rhythm (Leo Robin / Ralph Rainger)
- This Night (Leo Robin / Ralph Rainger)
- Three Cheers for Love (Leo Robin / Ralph Rainger)
- Through a Thousand Dreams (Leo Robin / Arthur Schwartz)
- Thunder Over Paradise (Leo Robin / Ralph Rainger)
- Tightrope (Leo Robin / Jule Styne)
- Tonight We Love (Leo Robin / Ralph Rainger)
- Tonight We Ride (Leo Robin / Ralph Rainger)
- Tra La La the Oom Pah Pah (Leo Robin / Ralph Rainger)
- Triple Trouble (Leo Robin / Ralph Rainger)
- Trouble in Paradise (Leo Robin / W. Franke Harling)
- Trumpet Blows (Leo Robin / Ralph Rainger)
- Two Loving Arms (Leo Robin / Joe Meyer / Philip Charig)
- Two Tickets to Broadway (Leo Robin / Jule Styne)
- Up in the Elevated Railway (Leo Robin / Donald Walker / Sigmund Romberg)
- Up with the Lark (Leo Robin / Jerome Kern)
- Usa and You (Leo Robin / Ralph Rainger)
- Vagabond King (Leo Robin / Sam Coslow / Newell Chase)
- Vigilante Song (Leo Robin / Ralph Rainger)
- Virginian (Leo Robin / Karl Hajos)
- Virtuous Sin (Leo Robin / Howard Jackson)
- Viva Las Vegas (Leo Robin / Nikolaus Brodszky)
- Vote for Mister Rhythm (Leo Robin / Ralph Rainger / Al Siegel)
- Waikiki Wedding (Leo Robin / Ralph Rainger)
- Walking the Floor (Leo Robin / Ralph Rainger)
- Waltz Lives On (Leo Robin / Ralph Rainger)
- (The) Way to a Family's Heart (Leo Robin / Jule Styne)
- We Always Get Out Girl (Leo Robin)
- We Will Always Be Sweethearts (Leo Robin / Oskar Straus)
- We're All in the Same Boat (Leo Robin / Donald Walker / Sigmund Romberg)
- We're All Together Now (Leo Robin / Ralph Rainger)
- We're Keeping Cool (Leo Robin / Jule Styne)
- Wear Your Sunday Smile (Leo Robin / Charles Rosoff)
- Welcome Home (Leo Robin / Jule Styne)
- West Point Window (Leo Robin / Ralph Rainger)
- Wharf Angel (Leo Robin / Ralph Rainger)
- What Goes on Here in My Heart (Leo Robin / Ralph Rainger)
- What Happened to the Congo (Leo Robin / Jule Styne)
- What Have You Got That Gets Me? (Leo Robin / Ralph Rainger)
- What Is Love (Leo Robin / Ralph Rainger / Victor Young)
- What's Good About Goodbye (Leo Robin / Harold Arlen)
- When He Comes Home to Me (Leo Robin / Sam Coslow)
- When You Dance in Paris (Leo Robin / Jule Styne)
- Where Have You Been All My Life (Leo Robin)
- Where Is My Heart (Leo Robin / Ralph Rainger)
- Where Is My Love (Leo Robin / Ralph Rainger)
- Whispers in the Dark (Leo Robin / Friedrich Hollaender)
- Whistling in the Light (Leo Robin / Ralph Rainger)
- Why Dream (Leo Robin / Ralph Rainger / Richard Whiting)
- Why Oh Why (Leo Robin / Vincent Youmans / Cliff Grey)
- Willie the Wolf of the West (Leo Robin / Ralph Rainger / Joseph Lilley)
- Wind at My Window (Leo Robin / Ralph Rainger)
- Wintertime (Leo Robin / Nacio Herb Brown)
- Wishful Thinking (Leo Robin / Ralph Rainger)
- With Every Breath I Take (Leo Robin / Ralph Rainger)
- Wives Never Know (Leo Robin / Ralph Rainger)
- Work While You May (Leo Robin / Ralph Rainger)
- You Are a Song (Leo Robin / Edmund Goulding)
- You Discover You're in New York (Leo Robin / Harry Warren)
- You Kill Me (Leo Robin / Jule Styne)
- You Little So and So (Leo Robin / Sam Coslow)
- You Say You Care (Leo Robin / Jule Styne)
- You Started Something (Leo Robin / Ralph Rainger)
- You Took the Words Right Our of My Heart (Leo Robin / Ralph Rainger)
- You're a Sweet Little Headache (Leo Robin / Ralph Rainger)
- You're Lovely, Madame (Leo Robin / Ralph Rainger)
- You're So Sweet to Remember (Leo Robin / David Rose)
- You're the Rainbow (Leo Robin / Ralph Rainger)
- You've Got to Be a Little Careful (Leo Robin / Donald Walker / Sigmund Romberg)
- Your Minstrel Man (Leo Robin / Ralph Rainger)
- Zing a Little Song (Leo Robin / Harry Warren)[2]